# Staubmantel
Ein Staubmantel ist ein nicht unbedingt wetterfest ausgerüsteter, sommerlicher Leichtmantel für Damen oder Herren. Er ist zumindest ab Kollerhöhe ungefüttert oder mit englischem Besatz aus relativ dichten, besonders leichten Stoffen und mit niedrigem Gesamtgewicht weit geschnitten, mit oder ohne Gürtel. Typisch sind helle, neutrale Farben.

## Duster

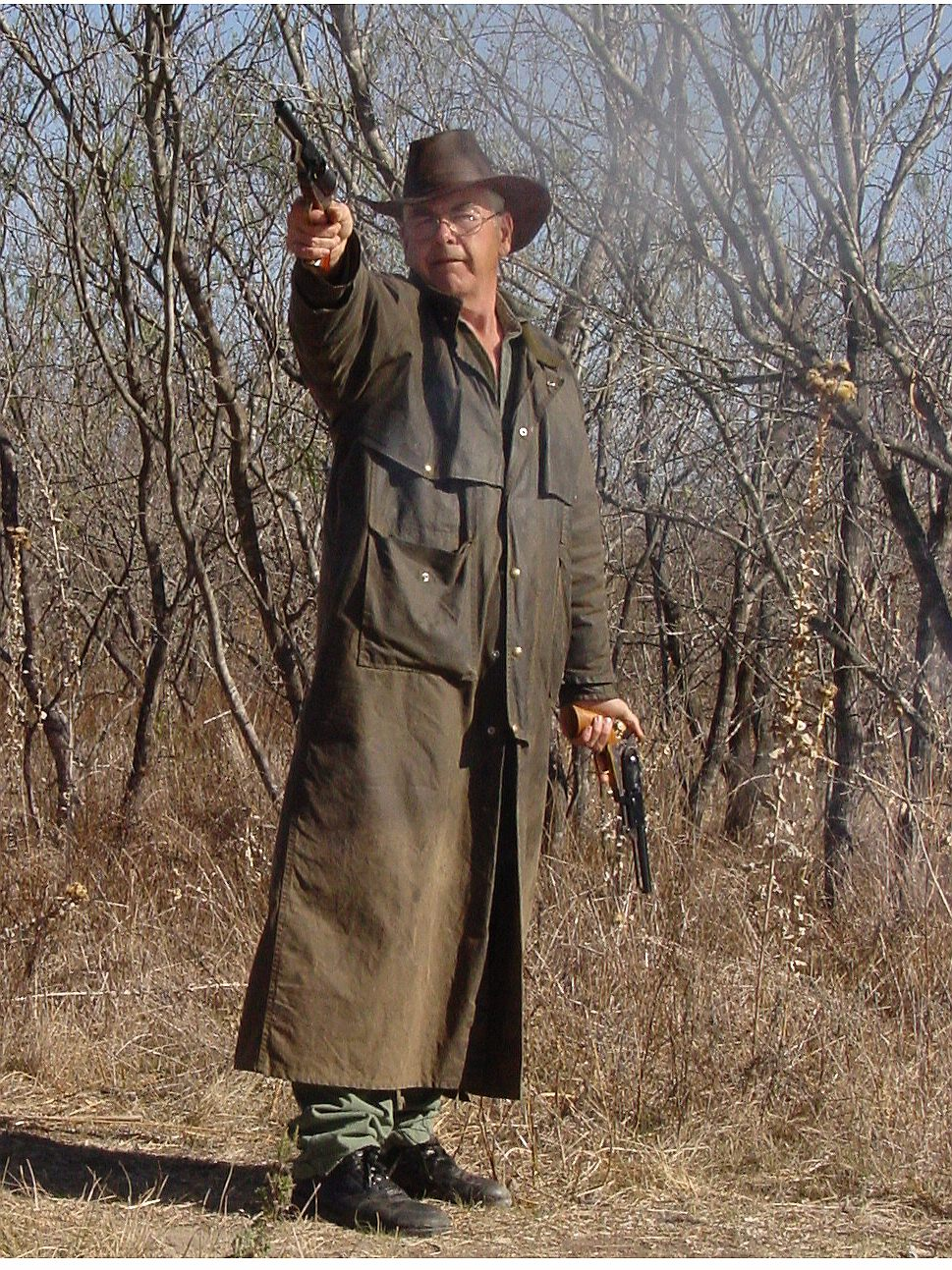
Nachgearbeiteter historischer Duster

Der Duster ist ein sehr lang und eher weit geschnittener Staubmantel, der von vorne und hinten hoch geschlitzt ist; dabei ist der Schlitz hinten normalerweise durch Knöpfe oder Druckknöpfe verschließbar. Im Rückenschlitz ist ein dreieckiges, mit der Spitze nach oben zeigendes Stück Stoff eingearbeitet, das sich im Stehen zwischen den Beinen zusammenfaltet und beim Sitzen für die nötige Weite sorgt. Zusammen mit den Rockschößen schützt es nicht nur beim Reiten gegen Staub und Nässe. Der Mantel besitzt vorne als Windschutz eine sehr breite Knopfleiste, die vom hochschlagbaren Kragen bis etwa in Schritthöhe reicht.
Üblich ist eine zusätzliche feste oder abnehmbare Pelerine (Cape) mit Gurten unter den Ärmeln hindurch, weiterhin Schlaufen links und rechts unten an der Innenseite des Mantels, um ihn an den Beinen befestigen zu können, sowie je eine große, aufgesetzte, rechteckige Tasche mit Klappen links und rechts auf der Vorderseite. Die Ärmel und der den Oberkörper umgebende Teil des Mantels sind üblicherweise gefüttert, das Futter nach unten am Bund ist aber nicht festgenäht.
Als Material für die Außenhaut finden schwere Baumwollstoffe, verschiedene Arten gewachster Baumwolle (Waxed Cotton oder Oilskin) oder auch Leder Verwendung. Im letzteren Fall kann ein Staubmantel leicht ein Gewicht von 10 kg erreichen. In der Version aus gewachster Baumwolle erreicht der Mantel eine hohe Regenbeständigkeit, soweit die Wachsschicht alle paar Jahre neu aufgetragen wird. Gleiches gilt für gepflegtes und gefettetes Leder.
Verwendet wurde der Staubmantel als Schutz vor Staub und Nässe beim Sitzen auf einem Pferd, Kutschbock oder in neueren Zeiten auch einem Motorrad.
Staubmäntel wurden von Frauen sowie von Männern getragen.
Der Duster entwickelte sich im 18. Jahrhundert in den Pionierepochen Nordamerikas und Australiens vermutlich aus dem Kutschermantel oder Carrick. Ursprünglich war dieser Mantel sehr zweckgebunden und eher bei Arbeitern anzutreffen. In dieser Zeit wurden auch die extrem schweren Exemplare des Staubmantels mit bis zu 10 Kilogramm Eigengewicht hergestellt, die beim Arbeiten reißfest waren und eine Schutzfunktion hatten.
Im 19. und im 20. Jahrhundert wurden zunehmend leichtere Staubmäntel gefertigt, die nun von allen Schichten der Bevölkerung getragen wurden und oft nur noch als Regenschutz dienten.